# Ménétréol-sur-Sauldre
Pour les articles homonymes, voir Sauldre (homonymie).
Ménétréol-sur-Sauldre est une commune française située dans le département du Cher en région Centre-Val de Loire.

## Géographie
Situé au cœur de la Sologne, en région Centre-Val de Loire, le village se distingue par sa production forestière et production céréalière.

### Climat
Pour des articles plus généraux, voir Climat du Centre-Val de Loire et Climat du Cher.
En 2010, le climat de la commune est de type climat océanique dégradé des plaines du Centre et du Nord, selon une étude du CNRS s'appuyant sur une série de données couvrant la période 1971-2000. En 2020, Météo-France publie une typologie des climats de la France métropolitaine dans laquelle la commune est exposée à un climat océanique altéré et est dans la région climatique  Centre et contreforts nord du Massif Central, caractérisée par un air sec en été et un bon ensoleillement. 
Pour la période 1971-2000, la température annuelle moyenne est de 10,9 °C, avec une amplitude thermique annuelle de 15,2 °C. Le cumul annuel moyen de précipitations est de 775 mm, avec 11,9 jours de précipitations en janvier et 7,2 jours en juillet. Pour la période 1991-2020, la température moyenne annuelle observée sur la station météorologique la plus proche, située sur la commune d'Aubigny-sur-Nère à 11 km à vol d'oiseau, est de 11,6 °C et le cumul annuel moyen de précipitations est de 789,1 mm,. Pour l'avenir, les paramètres climatiques de la commune estimés pour 2050 selon différents scénarios d'émission de gaz à effet de serre sont consultables sur un site dédié publié par Météo-France en novembre 2022.

## Urbanisme

### Typologie
Au 1er janvier 2024, Ménétréol-sur-Sauldre est catégorisée commune rurale à habitat dispersé, selon la nouvelle grille communale de densité à 7 niveaux définie par l'Insee en 2022.
Elle est située hors unité urbaine. Par ailleurs la commune fait partie de l'aire d'attraction d'Aubigny-sur-Nère, dont elle est une commune de la couronne,. Cette aire, qui regroupe 16 communes, est catégorisée dans les aires de moins de 50 000 habitants,.

### Occupation des sols
L'occupation des sols de la commune, telle qu'elle ressort de la base de données européenne d’occupation biophysique des sols Corine Land Cover (CLC), est marquée par l'importance des forêts et milieux semi-naturels (84,1 % en 2018), une proportion sensiblement équivalente à celle de 1990 (83,6 %). La répartition détaillée en 2018 est la suivante : 
forêts (80,1 %), terres arables (9,5 %), milieux à végétation arbustive et/ou herbacée (4,1 %), prairies (2,9 %), zones agricoles hétérogènes (2,9 %), zones urbanisées (0,6 %).
L'évolution de l’occupation des sols de la commune et de ses infrastructures peut être observée sur les différentes représentations cartographiques du territoire : la carte de Cassini (XVIIIe siècle), la carte d'état-major (1820-1866) et les cartes ou photos aériennes de l'IGN pour la période actuelle (1950 à aujourd'hui).

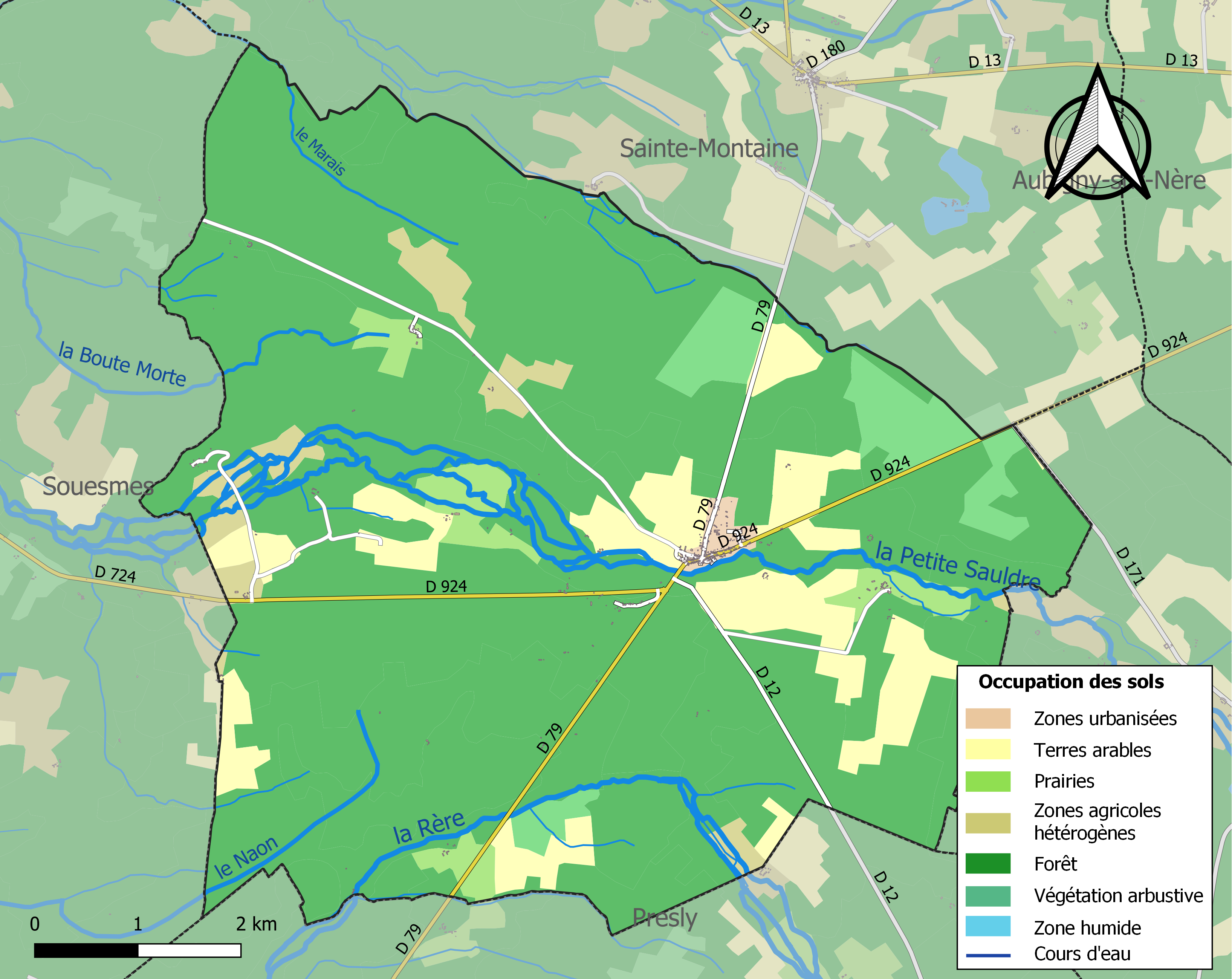
Carte des infrastructures et de l'occupation des sols de la commune en 2018 (CLC).

### Risques majeurs
Le territoire de la commune de Ménétréol-sur-Sauldre est vulnérable à différents aléas naturels : météorologiques (tempête, orage, neige, grand froid, canicule ou sécheresse), feux de forêts, mouvements de terrains et séisme (sismicité très faible). Un site publié par le BRGM permet d'évaluer simplement et rapidement les risques d'un bien localisé soit par son adresse soit par le numéro de sa parcelle.
Le département du Cher est moins exposé au risque de feux de forêts que le pourtour méditerranéen ou le golfe de Gascogne. Néanmoins la forêt occupe près du quart du département et certaines communes sont très vulnérables, notamment les communes de Sologne dont fait partie Ménétréol-sur-Sauldre. Il est ainsi défendu aux propriétaires de la commune et à leurs ayants droit de porter ou d’allumer du feu dans l'intérieur et à une distance de 200 mètres des bois, forêts, plantations, reboisements ainsi que des landes. L’écobuage est également interdit, ainsi que les feux de type méchouis et barbecues, à l’exception de ceux prévus dans des installations fixes (non situées sous couvert d'arbres) constituant une dépendance d'habitation.

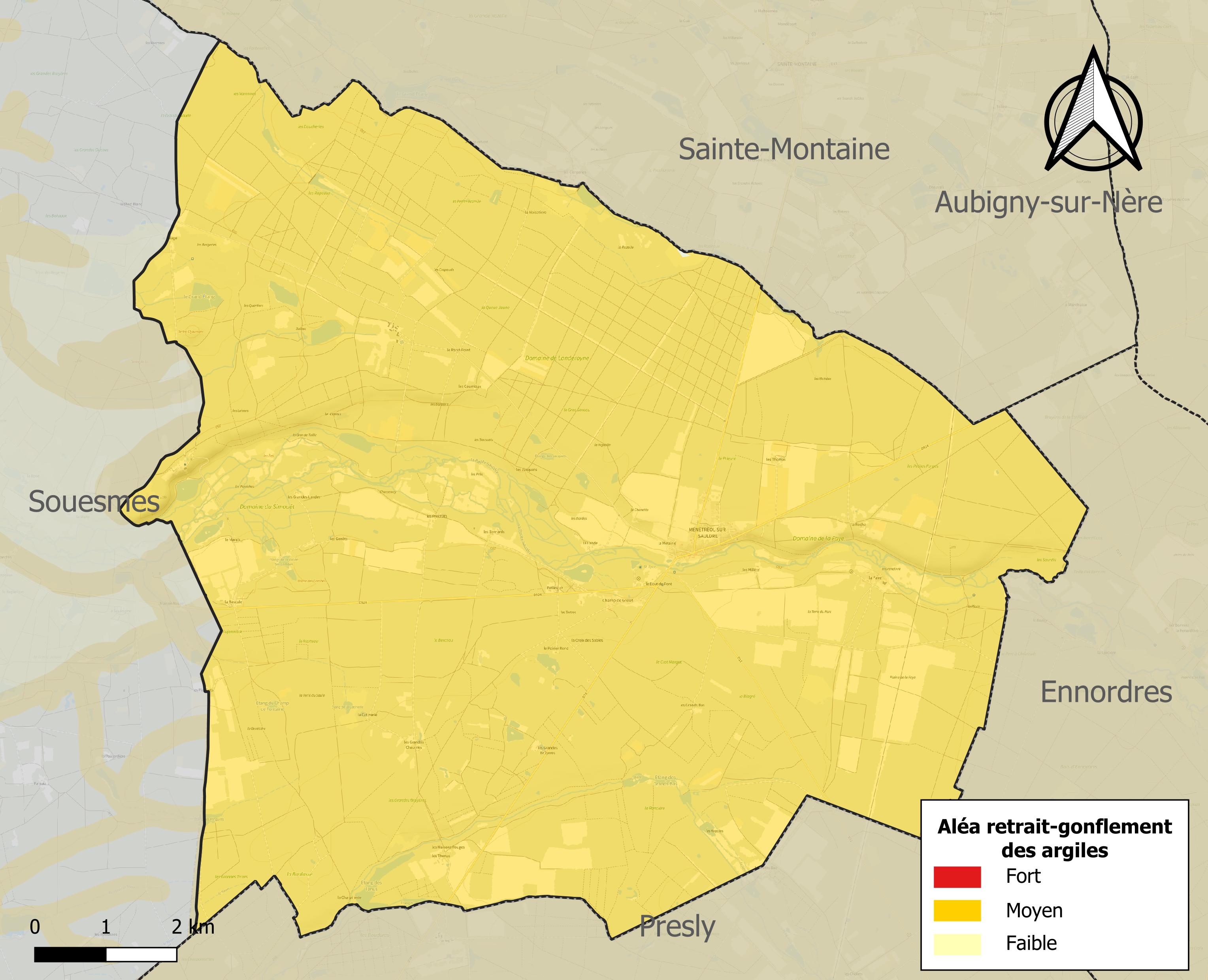
Carte des zones d'aléa retrait-gonflement des sols argileux de Ménétréol-sur-Sauldre.

La commune est vulnérable au risque de mouvements de terrains constitué principalement du retrait-gonflement des sols argileux. Cet aléa est susceptible d'engendrer des dommages importants aux bâtiments en cas d’alternance de périodes de sécheresse et de pluie. La totalité de la commune est en aléa moyen ou fort (90 % au niveau départemental et 48,5 % au niveau national). Sur les 188 bâtiments dénombrés sur la commune en 2019, 188 sont en aléa moyen ou fort, soit 100 %, à comparer aux 83 % au niveau départemental et 54 % au niveau national. Une cartographie de l'exposition du territoire national au retrait gonflement des sols argileux est disponible sur le site du BRGM,.
Concernant les mouvements de terrains, la commune a été reconnue en état de catastrophe naturelle au titre des dommages causés par des mouvements de terrain en 1999.

## Histoire
On retrouve des traces de cette cité en 1020, dont le nom était Monastériolum. C'était un prieuré, alors dépendant de l'abbaye de Saint-Benoit-sur-Loire, au moins depuis le XIIIe siècle. Il n'y a plus de traces du prieuré de nos jours, à part l'église.
En 1189, le roi Philippe Auguste s'empara d'Aubigny et la fortifia en vue de résister aux assauts des Anglais.
La ville est assiégée par l'Angleterre pendant la guerre de Cent Ans, en 1359 et 1412.
L'église du village est dédiée à saint Martin. Elle abrite des statues de sainte Madeleine et de sainte Marthe datant du XVIe siècle. Dans la nef se trouve une pierre tombale, dernière demeure de Jacques de la Chapelle, maître de la Faye en 1679 et représentant du roi pour la noblesse du Bas-Berry [réf. nécessaire].
Le recensement de 1999 et 2006 indique toutefois une augmentation récente de la population, et des manifestations sont organisées annuellement : le vide-grenier du mois de mai, une exposition une fois l'an de matériels et métiers d'autrefois au lieu-dit la Berlodière, la randonnée pédestre de septembre, la kermesse, de multiples concours de belote et de loto, des concerts et autres pièces de théâtre.

## Politique et administration
| Période                                  | Période    | Identité            | Étiquette | Qualité                          |
| ---------------------------------------- | ---------- | ------------------- | --------- | -------------------------------- |
| Les données manquantes sont à compléter. |            |                     |           |                                  |
| 1816                                     | 1818       | François Poucet     |           |                                  |
| avant 1981                               | ?          | Gaston Henry        |           |                                  |
| mars 2001                                | avril 2014 | Patrick Violleau    |           |                                  |
| avril 2014                               | mai 2015   | Jean-Paul Busière   | DVD       | Retraité de la fonction publique |
| juin 2015                                | En cours   | Bernardino Addiego, |           | Cadre                            |

## Démographie
L'évolution du nombre d'habitants est connue à travers les recensements de la population effectués dans la commune depuis 1793. Pour les communes de moins de 10 000 habitants, une enquête de recensement portant sur toute la population est réalisée tous les cinq ans, les populations de référence des années intermédiaires étant quant à elles estimées par interpolation ou extrapolation. Pour la commune, le premier recensement exhaustif entrant dans le cadre du nouveau dispositif a été réalisé en 2004.

En 2022, la commune comptait 196 habitants, en évolution de −9,26 % par rapport à 2016 (Cher : −2,48 %, France hors Mayotte : +2,11 %).
| 1793 | 1800 | 1806 | 1821 | 1831 | 1836 | 1841 | 1846 | 1851 |
| ---- | ---- | ---- | ---- | ---- | ---- | ---- | ---- | ---- |
| 448  | 448  | 566  | 443  | 456  | 468  | 433  | 478  | 494  |

| 1856 | 1861 | 1866 | 1872 | 1876 | 1881 | 1886 | 1891 | 1896 |
| ---- | ---- | ---- | ---- | ---- | ---- | ---- | ---- | ---- |
| 486  | 499  | 522  | 560  | 523  | 615  | 659  | 648  | 618  |

| 1901 | 1906 | 1911 | 1921 | 1926 | 1931 | 1936 | 1946 | 1954 |
| ---- | ---- | ---- | ---- | ---- | ---- | ---- | ---- | ---- |
| 645  | 636  | 664  | 532  | 528  | 492  | 408  | 328  | 283  |

| 1962 | 1968 | 1975 | 1982 | 1990 | 1999 | 2004 | 2006 | 2009 |
| ---- | ---- | ---- | ---- | ---- | ---- | ---- | ---- | ---- |
| 282  | 256  | 250  | 223  | 229  | 271  | 253  | 249  | 253  |

| 2014 | 2019 | 2022 | - | - | - | - | - | - |
| ---- | ---- | ---- | - | - | - | - | - | - |
| 217  | 204  | 196  | - | - | - | - | - | - |

## Culture locale et patrimoine

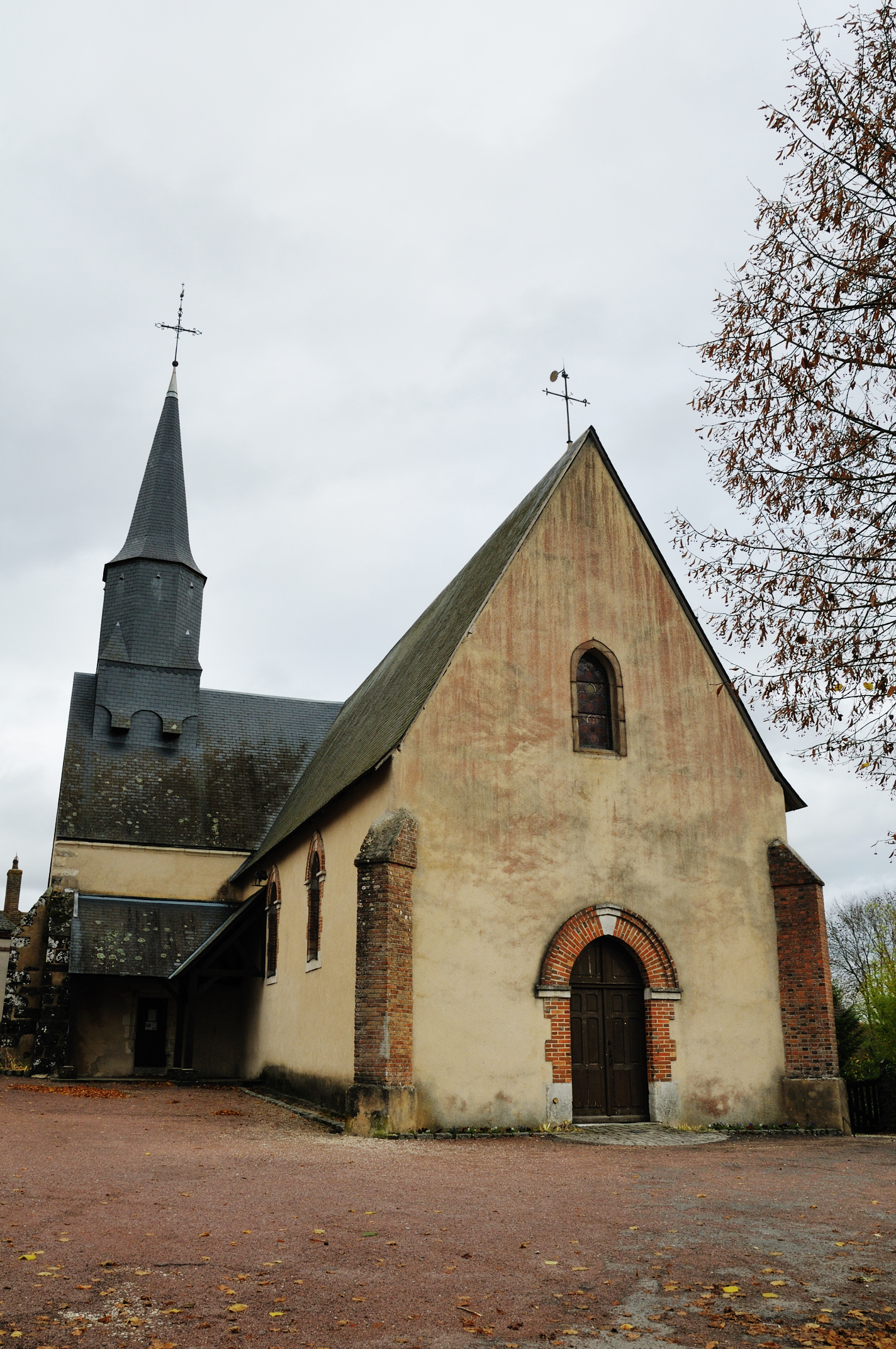
L'église Saint-Martin.

### Lieux et monuments
- Église Saint-Martin datant du XIVe siècle, avec un clocher couvert d'ardoise refait au XIXe.
- Châteaux de Landeroyne, du Simouet et de la Faye.
- Le site naturel de la tourbière des Landes s'étendant sur 8 hectares en bordure de la petite Sauldre constitue un environnement tourbeux très riche, mais également rare en région Centre du fait de son importante biodiversité.